# Justin Theroux
Justin Paul Theroux (Washington, 10 agosto 1971) è un attore statunitense.

## Biografia
Nato e cresciuto a Washington, si è diplomato in drammaturgia ed arti visuali presso il Bennington College. È di origini franco-canadesi (il cognome Theroux, infatti, è endemico delle regioni francesi di Sarthe ed Yonne) ed italiane da parte di padre. Proviene da una famiglia di artisti: il padre Eugene è un artista concettuale, la madre Phyllis è una scrittrice, il cugino Louis è giornalista, mentre lo zio è lo scrittore Paul Theroux.
Dopo gli studi si trasferisce a New York, dove inizia a recitare in teatro, al cinema debutta nel 1996 nel film Ho sparato a Andy Warhol. Negli anni successivi si divide equamente tra teatro e cinema, partecipa ai film American Psycho e Il club dei cuori infranti. Nel 2001 recita in Mulholland Drive di David Lynch, prendendo idealmente il posto di Kyle MacLachlan come attore feticcio del regista, infatti Theroux partecipa anche a Inland Empire - L'impero della mente del 2006.
Oltre a recitare si destreggia anche come ballerino di break dance. Dopo essersi esibito alle nozze di Ben Stiller, l'attore gli affida una parte nel film Zoolander di cui è regista. Con Stiller lavorerà nuovamente nella commedia Duplex - Un appartamento per tre. Inoltre nel corso della sua carriera ha preso parte a film come Charlie's Angels - Più che mai, Tu mi ami e Miami Vice, ed a serie televisive di successo come Alias, Ally McBeal, Sex and the City e Six Feet Under. È apparso nel videoclip dei Muse Hysteria.
Nel 2006 debutta alla regia, dirigendo Dedication presentato al Sundance Film Festival, e collabora alla sceneggiatura, oltre ad essere interprete di Tropic Thunder, quarta regia di Ben Stiller. Ha scritto la sceneggiatura di Iron Man 2, uscito nelle sale a fine aprile del 2010. Dal 2014 è il protagonista della drammatica serie televisiva The Leftovers - Svaniti nel nulla.

### Vita privata
Justin Theroux è anche pittore, scultore e crea arredi con pezzi di recupero trovati nelle discariche. Nel 2011 si fidanza con Jennifer Aniston; il 5 agosto 2015 i due si sposano a Beverly Hills nella villa a Los Angeles di lei con una cerimonia privata. La coppia annuncia la separazione il 16 febbraio 2018.

## Filmografia

### Attore

#### Cinema
- Ho sparato a Andy Warhol (I Shot Andy Warhol), regia di Mary Harron (1996)
- Romy & Michelle (Romy and Michele's High School Reunion), regia di David Mirkin (1997)
- Party fatale (Below Utopia), regia di Kurt Voß (1997)
- Delitti d'autore (Frogs for Snakes), regia di Amos Poe (1998)
- American Psycho, regia di Mary Harron (2000)
- Il club dei cuori infranti (The Broken Hearts Club: A Romantic Comedy), regia di Greg Berlanti (2000)
- Mulholland Drive, regia di David Lynch (2001)
- The Sleepy Time Gal, regia di Christopher Münch (2001)
- Zoolander, regia di Ben Stiller (2001)
- Charlie's Angels - Più che mai (Charlie's Angels: Full Throttle), regia di McG (2003)
- Duplex - Un appartamento per tre (Duplex), regia di Danny DeVito (2003)
- Tu mi ami (Nowhere to Go But Up), regia di Amos Kollek (2003)
- Strangers with Candy, regia di Paul Dinello (2005)
- The Baxter, regia di Michael Showalter (2005)
- La leggenda di Lucy Keyes (The Legend of Lucy Keyes), regia di John Stimpson (2006)
- Return to Rajapur, regia di Nanda Anand (2006)
- Miami Vice, regia di Michael Mann (2006)
- Inland Empire - L'impero della mente (Inland Empire), regia di David Lynch (2006)
- Broken English, regia di Zoe R. Cassavetes (2007)
- The Ten, regia di David Wain (2007)
- Sua Maestà (Your Highness), regia di David Gordon Green (2011)
- Nudi e felici (Wanderlust), regia di David Wain (2012)
- Zoolander 2, regia di Ben Stiller (2016)
- La ragazza del treno (The Girl on the Train), regia di Tate Taylor (2016)
- Star Wars: Gli ultimi Jedi (Star Wars: The Last Jedi), regia di Rian Johnson (2017)
- Mute, regia di Duncan Jones (2018)
- Il tuo ex non muore mai (The Spy Who Dumped Me), regia di Susanna Fogel (2018)
- Una giusta causa (On the Basis of Sex), regia di Mimi Leder (2018)
- Joker, regia di Todd Phillips (2019)
- False positive, regia di John Lee (2021)
- Beetlejuice Beetlejuice, regia di Tim Burton (2024)

#### Televisione
- Central Park West - serie TV, episodio 1x01 (1995)
- New York Undercover – serie TV, episodi 4x04-4x05-4x10 (1998)
- Ally McBeal – serie TV, episodio 2x08 (1998)
- Spin City – serie TV, episodio 3x11 (1998)
- Sex and the City – serie TV, episodi 1x07-2x15 (1998-1999)
- US Cop - Uno sporco affare (Sirens) – film TV, regia di John Sacret Young (1999)
- The District – serie TV, 27 episodi (2000-2002)
- Alias – serie TV, episodi 3x04-3x05 (2003)
- Six Feet Under – serie TV, 8 episodi (2003-2004)
- Confessions of a Dog, regia di Chris Koch (2005) - episodio pilota scartato
- John Adams – miniserie TV, parti 1-2 (2008)
- Parks and Recreation – serie TV, 4 episodi (2010)
- Documental – film TV, regia di Justin Theroux (2011)
- The Leftovers - Svaniti nel nulla – serie TV, 28 episodi (2014-2017)
- At Home with Amy Sedaris – serie TV, episodio 1x08 (2017)
- Maniac – miniserie TV, 10 puntate (2018)
- The Mosquito Coast – serie TV, 17 episodi (2021-2023)
- Infiltrati alla Casa Bianca - White House Plumbers (White House Plumbers) – miniserie TV, 5 puntate (2023)
- Running Point - serie TV (2025-in corso)

### Doppiatore
- Megamind, regia di Tom McGrath (2010)
- LEGO Ninjago - Il film (The LEGO Ninjago Movie), regia di Charlie Bean (2017)
- Bumblebee, regia di Travis Knight (2018)
- Lilli e il vagabondo (Lady and the Tramp), regia di Charlie Bean (2019)

### Regista
- Dedication (2007)
- Documental – film TV (2011)

### Sceneggiatore
- Tropic Thunder, regia di Ben Stiller (2008)
- Tropic Thunder: Rain of Madness (2008) - cortometraggio
- Iron Man 2, regia di Jon Favreau (2010)
- Documental – film TV, regia di Justin Theroux (2011)
- Rock of Ages, regia di Adam Shankman (2012)
- Zoolander 2, regia di Ben Stiller (2016)

### Produttore
- Dedication, regia di Justin Theroux (2007)
- Tropic Thunder, regia di Ben Stiller (2008)
- Megamind, regia di Tom McGrath (2010)

## Doppiatori italiani
Nella versione in italiano delle opere in cui ha recitato, Justin Theroux è stato doppiato da:
- Christian Iansante in Inland Empire - L'impero della mente, John Adams, Nudi e felici, Mute, Maniac, Beetlejuice Beetlejuice
- Francesco Prando in American Psycho, La ragazza del treno, Il tuo ex non muore mai
- Francesco Bulckaen in Mullholland Drive, Sua Maestà
- Fabrizio Vidale in The District, Infiltrati alla Casa Bianca - White House Plumbers
- Massimo De Ambrosis in Alias, The Mosquito Coast
- Alessio Cigliano in Sex and the City (ep.1x07)
- Giacomo Zito in Ally McBeal
- Gianni Bersanetti in U.S. Cop - Uno sporco affare
- Gaetano Varcasia in Six Feet Under
- Antonio Sanna in Charlie's Angels - Più che mai
- Riccardo Rossi in Duplex - Un appartamento per tre
- Franco Mannella in Tu mi ami
- Massimo Bitossi in Miami Vice
- Lorenzo Scattorin in The Ten
- Sandro Acerbo in The Leftovers - Svaniti nel nulla
- Antonio Palumbo in Zoolander 2
- Massimiliano Manfredi in Una giusta causa

Da doppiatore è sostituito da:
- Simone D'Andrea in Bumblebee, Lilli e il vagabondo
- Paolo Marchese in LEGO Ninjago - Il film